# Biskupi charkowsko-zaporoscy
Biskupi Charkowa-Zaporoża – biskupi diecezjalni i biskupi pomocniczy diecezji charkowsko-zaporoskiej.

## Biskupi

### Biskupi diecezjalni
- 2002–2009: Stanisław Padewski
- 2009–2014: Marian Buczek
- 2014–2019 Stanisław Szyrokoradiuk
- od 2020 Pawło Honczaruk

### Biskupi pomocniczy
- 2007–2009 Marian Buczek (koadiutor)
- od 2010 Jan Sobiło